# 神保美喜
神保 美喜（じんぼ みき、1960年〈昭和35年〉6月2日 - ）は、日本の女優・歌手。本名同じ。身長164cm、身長163cm、B83cm、W58cm、H89cm（1976年8月、高校一年時）。血液型はO型。
東京都港区六本木出身。サンミュージックプロダクション等を経て、株式会社マイコム（東京・中央区　経営コンサルティング・芸能マネジメント）に所属。

## 来歴・人物
堀越高等学校を経て、1983年、青山学院大学文学部英米文学科を卒業。
中学校3年生のとき、日本テレビのオーディション番組『スター誕生!』第15回決戦大会で、日本フォノグラムにスカウトされる。
1976年3月、フィリップスレコード（現：ユニバーサルミュージック）から「はじめてのワルツ」で歌手としてデビュー。
その後、歌手と並行して女優活動も精力的に行う。また、歌番組での司会業もつとめる。
当初から女優志望で、堀越高校1年の時の『報知新聞』の取材で「デボラ・ラフィンや岩下志麻さんみたいな女優になりたい」と話し、「裸になることに抵抗はありません。脱いでも構わない」と答えた。1976年の映画『妖婆』では腰巻き一枚で大木に縛られるシーンがあったが、役柄はあくまで清楚なヒロインだった。翌1977年、大林宣彦監督の商業映画第1回作品『HOUSE』のクンフー役では、それまでの彼女のイメージを覆す元気系の役柄で体当たりのアクションを披露した。
近年は化粧品メーカーDHCのCMに起用され、自身もブログで「DHCを愛しています」とコメントしている。
デビュー当時の趣味は、水泳、テニス。

## 出演

### テレビドラマ
- 白い荒野（1977年 - 1978年、TBS）
- ゆうひが丘の総理大臣　第7話「ありがとう総理先生!」（1978年、NTV） - 村上なおみ
- 日曜恐怖シリーズ（フジテレビ）
  - 第7話「お雛様の亡霊」(1978年)
- 熱中時代・刑事編（1979年、NTV） - 寺坂美弥
- 駆け込みビル7号室　第1話（1979年、三船プロダクション・フジテレビ）
- 鉄道公安官 第36話「新幹線・消えた美人画を追え」（1980年、ANB・東映）
- 爆走! ドーベルマン刑事（1980年、ANB・東映） - 白鳥冴子
- 江戸を斬るV 第16話「紫頭巾の復讐鬼」（1980年、TBS・C.A.L） - 乾節
- 森繁久彌のおやじは熟年 第17話「慰問袋のマドンナ」（1981年、ANB）
- 火曜サスペンス劇場「受験地獄・東大受験 その朝めざまし時計が鳴らなかった」（1982年、NTV）
- 松平右近事件帳　第40話「父娘を結ぶ青梅宿」（1982年、NTV） - 美里
- 大奥 第38話「大奥のメリークリスマス」（1983年、KTV） - お幸
- 水戸黄門（TBS・C.A.L）
  - 第13部 第26話「六十余州は日本晴れ -鹿児島・水戸-」（1983年4月11日） - 由利
  - 第19部 第10話「助さんの代理亭主 -本庄-」（1989年11月27日） - お加代
- 西部警察 PART-III　第43話「走れ一兵! 成田発PM3」（1984年、ANB・石原プロモーション） - 神崎由美子
- 暴れん坊将軍II 第102話「春風に消えた恋女房」（1985年、ANB・東映） - お夕
- 長七郎江戸日記
  - 第1シリーズ第53話「顔のない男」（1985年、NTV） - お京
  - 第3シリーズ第20話「恋しぐれ、女スリ」（1991年、NTV） - お蝶
- 影の軍団IV 第7話「黒髪の処刑台」（1985年、KTV）
- 三匹が斬る!シリーズ（ANB / 東映）
  - また又・三匹が斬る! 第21話「さらば三匹!今宵お命頂戴致す!!」（1991年） - お美代の方
  - 新・三匹が斬る! 第2話「妖怪の、美女に惚れたら命がけ」（1992年） - 玉絵
- 八百八町夢日記（NTV・ユニオン映画）
  - 第1シリーズ 第25話「しのぶ恋、忘れ貝」（1990年） - おくみ
  - 第2シリーズ 第23話「命かけての恋で候」（1992年） - おぎん
- ザ・刑事 第12話（1990年、テレビ朝日） - 川上純子
- 大岡越前 第13部 第20話「過去を消していた女」（1993年3月29日、TBS・C.A.L） - おその
- 銭形平次 第4シリーズ 第5話「最後の賭け」（1994年、CX） - おかよ
- あばれ医者嵐山 第4話「縁切り寺の女」（1995年、TX） - お園
- 火曜サスペンス劇場 （NTV）
  - 「当番弁護士2」（1996年）
  - 「小京都ミステリー21」（1997年） - 小谷晴美
  - 「監察医・室生亜季子30 震える顔」（2001年）
- さむらい探偵事件簿 第1話「幻の春画を捜せ!」（1996年、NTV）
- 最後の恋（1997年、TBS）
- 月曜ドラマスペシャル「叫ぶ骨 -札幌・大沼・羊蹄山殺人行-」（1997年、TBS） - 北村寿子
- 月曜ミステリー劇場「弁護士高見沢響子5」（2002年、TBS）
- 刑事イチロー 第9話「オレは刑事だ!世の中の犯罪と闘い続ける!!」（2003年、TBS）
- 金曜エンタテイメントはぐれ泥棒石川悟郎人情事件帳（CX）
- 土曜ワイド劇場 （EX）
  - 「検事・朝日奈耀子3」（2005年） - 西川久美
  - 「西村京太郎トラベルミステリー (51)つり合わない乗車券を買う死体!」（2009年） - 小池康子
  - 「京都南署鑑識ファイル4」」（2009年7月25日） - 女優 藤村有子
- 水曜ミステリー9 （TX）
  - 「不倫調査員・片山由美7」（2005年） - 柳下早苗
  - 「刑事吉永誠一 涙の事件簿5」（2007年） - 沢木敏枝
  - 「不倫調査員・片山由美13」（2013年） - 比叡佳乃
- 金曜プレステージ「ドクター小石の事件カルテ(3)」』（2006年、フジテレビ系） - 桜井千春
- DRAMA COMPLEX「恋人たちの記憶」（2006年7月25日、日本テレビ）
- 罠の交差点（2008年、TBS）
- その男、副署長 第3シリーズ File.5（2009年11月12日、EX）
- ハンチョウ〜神南署安積班〜 第3シリーズ 第7話（2010年8月16日、TBS） - 八木沼陽子
- 月曜ゴールデン「制服捜査」（2013年8月12日、TBS） - 篠崎信子
- 月曜名作劇場 西村京太郎サスペンス 十津川警部シリーズ4 「愛と裏切りの伯備線」（2017年10月16日、TBS） - 朝妻昌子

### 映画
- パーマネント・ブルー 真夏の恋（1976年）
- 妖婆（1976年）
- HOUSE（1977年）
- 残照（1978年）
- プルメリアの伝説 天国のキッス（1983年）
- まんだら屋の良太（1986年）
- 離婚しない女（1986年）
- 刑事物語 くろしおの詩（1985年）

### Vシネマ
- 静かなるドン12（2001年）
- 実録やくざ抗争史 LB熊本刑務所4 刑務所バス停前（2002年）

### 舞台
- トラップ一家物語
- 細川たかし特別公演
  - 堀部安兵衛
  - 旅がらす夜嵐仙三 雪の追分三度笠
- 大月みやこ特別公演「婦系図 お蔦ものがたり」
- 八代亜紀特別公演
  - 津軽人情おんな節
  - 春姿千両纏
- 森進一特別公演「若殿千両傘」
- 吉幾三特別公演「日本一?のお父ちゃん!」
- おんな腕まくり
- 爆笑!! 白浪五人男

### バラエティー
- それゆけ!実験クイズ（フジテレビ）
- 歌のワイド90分!（日本テレビ、1982年 - 1986年）
- 一枚の写真（フジテレビ）
- ABOBAゲーム（テレビ朝日）
- 今夜は最高!（日本テレビ）
- チャレンジ・ザ・競馬（フジテレビ）
- ズバリ言うわよ!（TBS）
- 徳光和夫の感動再会"逢いたい"（TBS）
- クイズ日本人の質問（NHK総合）
- アートエンターテインメント 迷宮美術館（NHK BS-2）
- ごちそうさま（日本テレビ）
- 午後は○○おもいッきりテレビ（日本テレビ）
- 朝だ!生です旅サラダ（テレビ朝日）
- 出会い街角エトランゼ（テレビ東京）
- いい旅・夢気分（テレビ東京）
- 森田健作の熱血税金フォーラム（テレビ東京）
- 快傑えみちゃんねる（関西テレビ）
- DHC presents　シネマラウンジ（MXTV） - 司会・構成
- スターマッチゴルフ
- お買い物パラダイス
- クイズ!脳ベルSHOW（BSフジ）

### ラジオ
- 神保美喜のTea Lounge（文化放送）
- 夜のドラマハウス（ニッポン放送）[3]
- 美喜と里美のウキウキランド（MBSラジオ、KBCラジオ、青森放送、秋田放送、岩手放送、山形放送、東北放送、ラジオ福島、新潟放送　滝里美と共演）[6]
- 神保美喜のブリリアントな女性（オンナ）たち（ラジオ日本）
- コーヒータイム（TOKYO FM）[3]

### CM
- 「DHC」

## ディスコグラフィー

### シングル
1. はじめてのワルツ （1976年3月25日） FS-1864
  1. はじめてのワルツ
    - 作詞：阿久悠／作曲：三木たかし／編曲：三木たかし

  2. 明日の約束
    - 作詞：阿久悠／作曲：三木たかし／編曲：三木たかし
2. みずいろの想い出　（1976年7月5日） FS-2018
  1. みずいろの想い出
    - 作詞：阿久悠／作曲：三木たかし／編曲：三木たかし

  2. 苺のくちづけ
    - 作詞：阿久悠／作曲：三木たかし／編曲：三木たかし
3. ふるうつの詩　（1977年3月10日） FS-2048
  1. ふるうつの詩
    - 作詞：阿久悠／作曲：大野克夫／編曲：萩田光雄
      - TBSテレビ系全国ネット水曜劇場「ふたりでひとり」挿入歌

  2. 愛のカフェテラス
    - 作詞：たきのえいじ／作曲：大野克夫／編曲：萩田光雄

## グラビア
写真集
- The Taste of flowers（1988年）
- 太陽伝説（1993年）
- シルクスキン（1996年）

ビデオ
- 太陽伝説 ロング・バージョン（1993年）